# كوتيالا
كوتيالا هي مدينة في مالي في منطقة سيكاسو، تبعد مسافة 140 كم عن مدينة سيكاسو، وهي مركز دائرة كوتيالا التي بلغ سكانها 575,253 نسمة في 2009، بينما بلغ سكان كوتيالا لوحدها 137,919 نسمة.

## أشخاص بارزون
- من مواليد المدينة رئيس مالي السابق إبراهيم أبو بكر كيتا